# 美国民族主义
美国民族主义是指美国境內出現的公民民族主義、文化民族主义、經濟民族主義以及族裔民族主义 。

## 历史

### 殖民地時期
大不列顛王國於17世纪和18世纪初在北美建立了十三殖民地。當時很多人都认同英国，不過到了18 世纪中叶，“美国人”一詞開始出現，殖民地上的國族認同開始有了變化。美國革命後美利堅合眾國成立。

### 現代
2001年的九一一袭击事件助長了美國國內的民族主義情緒。不少美國人加入了反恐战争的行列，甚至中产阶级和上层阶级的公民也參軍入伍。这种民族主义高潮一直持续到阿富汗战争和伊拉克战争。 

### 特朗普主义
外界認為唐纳德·特朗普是一位民族主义者 ，他自己也接受這個說法。他的政府也被人稱為“民族主义”政府。
在特朗普时代，一些政治评论员例如安·庫爾特、Michelle Malkin、Lou Dobbs、 亚历克斯·琼斯、 查爾斯·J·柯克、勞拉·英格拉漢姆、 Michael Savage、塔克·卡尔森和Mike Cernovich 也被視為民族主義者。